# Groom (Texas)
Pour les articles homonymes, voir Groom.
La ville de Groom est située dans le comté de Carson, dans l’État du Texas, dans l’État du Texas, aux États-Unis. Sa population s’élevait à 574 habitants lors du recensement de 2010, estimée à 565 habitants en 2016.
La localité est réputée pour la croix géante de Groom.

## Source
- (en) Cet article est partiellement ou en totalité issu de l’article de Wikipédia en anglais intitulé « Groom, Texas » (voir la liste des auteurs).